# Burao
Burao (somali : Burco, en arabe : برعو) est la capitale et la plus grande ville de la région de Togdheer, au Somaliland. C'est la deuxième ville par son importance de la république auto-proclamée du Somaliland, après Hargeisa, la capitale.

## Géographie
Comme dans toutes les villes de l'intérieur des terres, le climat de Burao est chaud et sec toute l'année. Les températures moyennes de l'été peuvent atteindre 35 °C le jour et 25 °C  la nuit. Pendant le reste de l'année, la température moyenne le jour est 27 °C, tandis que la nuit elle atteint 14 °C. Les rares précipitations ont lieu habituellement en décembre et en mai. La rivière Togdheer traverse la ville. Habituellement, elle est sèche, mais peut parfois inonder les berges. Dans ce cas-là, elle divise la ville en deux et peut être franchie sur un pont tout récemment construit dans le centre-ville

## Histoire
Comme Hargeisa, la ville a été lourdement bombardée dans les années 1980 par le dictateur somalien Siad Barre lors du génocide des Isaaq. Elle a été aussi l'endroit de la déclaration d'indépendance du Somaliland en 18 mai 1991. Comme les autres villes du nord du pays, Burao a été reconstruite avec l'aide extérieure, comme celle de l'Éthiopie ou des États-Unis, qui soutiennent encore aujourd'hui le Somaliland et le Pount, relativement stables dans une région-poudrière (Somalie, Érythrée/Ethiopie, Ogaden...).
Depuis 1991, la population de Burao a triplé et atteint aujourd'hui près de 400 000 habitants. La cité est en pleine croissance en raison de l'entrée des investissements extérieurs qui ont généré de l'exode rural massif. 

## Infrastructures
On y trouve l'université de Burao.
La ville a aussi l'électricité 24 heures sur 24 et un approvisionnement en eau fiable à partir de la nappe phréatique.

## Transports
Burao a un système de transport par bus assez fiable.
Burao possède un aéroport: l'aéroport de Burao desservi par la compagnie Daallo Airlines.
Une route bitumée connecte Burao au port de Berbera via la ville montagnarde de Sheikh. Une autre route relie Burao à Qoryale, et une dernière la relie à Hargeisa.

## Personnalités
- Abdirahman Ahmed Ali Tuur (1931-2003), homme politique somalien.
- Ahmed M. Mahamoud Silanyo (1936-2024) président du Somaliland.
- Ubah Ali (1996-), militante contre les Mutilations génitales féminines.
- Hadrawi (1943-2022), poète somalien.